# .270 Winchester

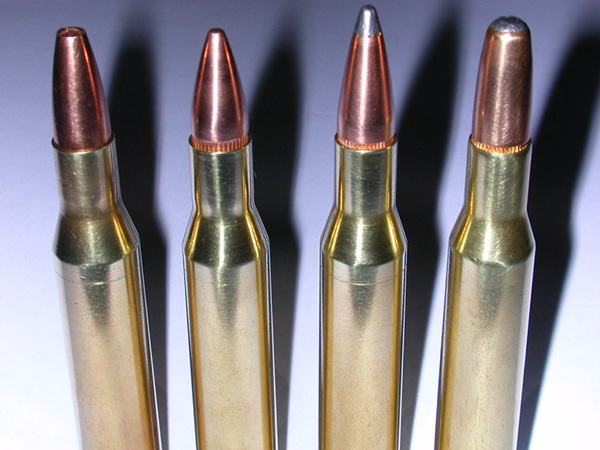
Von links nach rechts: 100 gr HP, 115 gr FMJBT, 130 gr SP, 150 gr RN

Die Gewehrpatrone .270 Winchester (metrische Bezeichnung 7 × 64,5 mm) wurde 1923 von der Firma Winchester Repeating Arms Company entwickelt. Die .270 Winchester folgt einem dem deutschen Kaliber 7 × 64 mm ähnlichen Konzept, wobei letztere meist mit schwereren Geschossen geladen wird.

## Bezeichnung
Im deutschen Nationalen Waffenregister (NWR) wird die Patrone unter Katalognummer 45 unter folgenden Bezeichnungen geführt (gebräuchliche Bezeichnungen in Fettdruck)
- .270 Win (Hauptbezeichnung)
- .270 WCF
- 270 Win 2.50″ (ohne führenden Punkt)

## Entwicklung

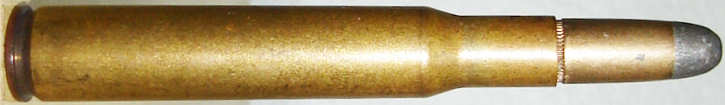
.30-03

Die .270 Winchester wurde aus der amerikanischen Militärpatrone .30-03 entwickelt, indem der Hülsenhals auf 7 mm eingezogen wurde. Die mit Rundkopfgeschoss versehene .30-03 war eine Zwischenstufe in der Entwicklung, die von der .30-40 Krag zur .30-06 Springfield führte.

## Technik
Die .270 Winchester zeichnet sich besonders durch ihre hohe Rasanz und der Fähigkeit zu weiten Schüssen aus. Das 130 Grain schwere Geschoss (8,4 Gramm) der .270 Winchester erreichte ursprünglich eine durchschnittliche Mündungsgeschwindigkeit von 957 m/s und wurde auf durchschnittlich 933 m/s herunterlaboriert (RWS 8,4 g HMK v0 958 m/s – 10 g EVO v0 830 m/s – reale Messwerte). Wenig verbreitet ist das 100-Grain-Geschoss (6,5 Gramm), häufig wird das 150-Grain-Geschoss (9,7 Gramm) verwendet; das 9,07 Gramm/140-Grain-Geschoss ist verbreitet.

## Einsatz
Die .270 Winchester gehört zu den weltweit verbreitetsten Jagdkalibern. Sie wird vor allem bei der Bejagung von Rot- und Schwarzwild sowie außerhalb Mitteleuropas auch auf der Elchjagd verwendet. In Mitteleuropa ist das Kaliber, mit Ausnahme von wenigen Feldrevieren im Flachland, fast nur in Bergregionen verbreitet.